# مردم‌شناسی استان کردستان
به مشخصات مردم ساکن در استان کردستان مردم‌شناسی استان کردستان گفته می‌شود. جمعیت مردم استان طی سرشماری سال ۱۳۹۵ بیش از ۱٬۶۰۳٬۰۰۰  نفر بوده است.

## اقوام
اقوام حاضر در استان کردستان شامل اکثریت کرد و اقلیتی از آذری‌ها و فارسی‌زبانان می‌شود.

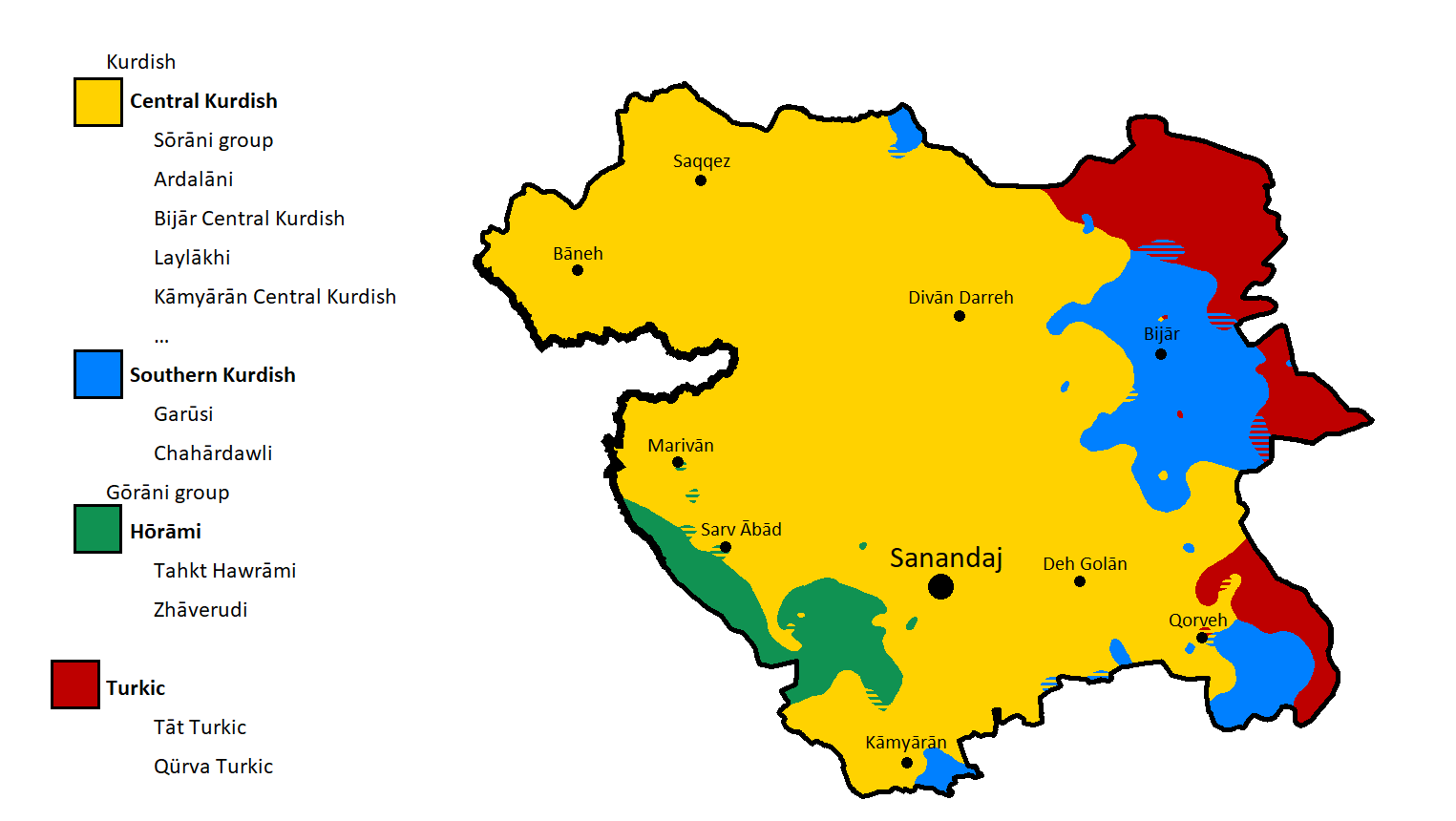
پراکنش جمعیتی اقوام در استان کردستان

میزان پراکندگی اقوام به شرح زیر است:
نظرسنجی سال ۱۳۸۹

طی پژوهشی که به سفارش شورای فرهنگ عمومی در سال ۱۳۸۹ انجام شد و براساس یک بررسی میدانی و یک جامعه آماری از میان ساکنان ۲۸۸ شهر و حدود ۱۴۰۰ روستای سراسر کشور، درصد اقوامی که در این نظر سنجی نمونه‌گیری شد در این استان به قرار زیر بود:
| اقوام استان کردستان | اقوام استان کردستان | اقوام استان کردستان | اقوام استان کردستان | اقوام استان کردستان |
| ------------------- | ------------------- | ------------------- | ------------------- | ------------------- |
| قومیت               | قومیت               |                     | درصد                | درصد                |
| کُرد                 | کُرد                 |                     | ۹۷٫۸٪               | ۹۷٫۸٪               |
| فارس                | فارس                |                     | ۰٫۶٪                | ۰٫۶٪                |
| آذری                | آذری                |                     | ۰٫۳٪                | ۰٫۳٪                |
| سایر و بدون جواب    | سایر و بدون جواب    |                     | ۱٫۲٪                | ۱٫۲٪                |

## مذهب
استان کردستان یکی از سرزمین‌های امروزی ایران است. اکثر مردم کردستان مذهب سنی مذهب شافعی هستند که غالباً از کردهای مرکزی می‌باشند، اگرچه اقلیتی از فارس‌ها، ترک‌های آذری و کردهای ساکن در نیمه شرقی استان نیز شیعه هستند.
| دین مردم کردستان | دین مردم کردستان | دین مردم کردستان | دین مردم کردستان | دین مردم کردستان |
| ---------------- | ---------------- | ---------------- | ---------------- | ---------------- |
|                  |                  |                  |                  |                  |
| سنی              | سنی              |                  | ۸۲٫۵٪            | ۸۲٫۵٪            |
| شیعه             | شیعه             |                  | ۱۷٫۵٪            | ۱۷٫۵٪            |

## جمعیت‌شناسی
جمعیت کردستان طی سرشماری سال ۱۳۹۵، ۱٬۶۰۳٬۰۱۱ نفر اعلام شد. جمعیت کردستان جمعیت میانه است اما با توجه به کاهش موالید در دهه آخر به سمت پیری در حرکت است. در بین شهرستان‌ها پر جمعیت‌ترین و متراکم‌ترین شهرستان، سنندج و کمترین جمعیت مربوط به سروآباد است.